# جيا زهانبو
جيا تشانبو (بالصينية: 贾占波)، من مواليد 15 مارس 1974، هو لاعب رماية صيني، حقق الميدالية الذهبية لدورة الألعاب الأولمبية، والتي استضافتها العاصمة اليونانية أثينا سنة 2004.